# FC Avenir Beggen
Der FC Avenir Beggen ist ein luxemburgischer Fußballverein. Avenir Beggen ist sechsfacher luxemburgischer Meister und siebenmaliger Pokalsieger. Heimstätte ist das 4.830 Zuschauer fassende Stade rue Henri Dunant in Beggen, einem Stadtteil von Luxemburg. Die Vereinsfarben sind Gelb und Schwarz.

## Geschichte

### 1915 bis 1945
Der 1. Juli 1915 gilt als Gründungsdatum des Beggener Fußballvereins. Der ursprüngliche Name war Etoile Sportive, da aber bereits ein Verein mit diesem Namen in Luxemburg existierte erfolgte die Umbenennung in Avenir (dt.: Zukunft) Beggen. Noch im selben Jahr trat man dem luxemburgischen Fußballverband FLF bei. 1918 konnte man mit dem Aufstieg in die 2. Division (3. Liga) einen ersten Erfolg feiern. Nachdem man 1923 aus selbiger Liga wieder absteigen musste, setzte man in den darauf folgenden Saisons zu einem kurzen Höhenflug an: Dem direkten Wiederaufstieg folgte 1926 der Aufstieg in die Promotion, der damals zweithöchsten Spielklasse des Landes. Nach nur einem Jahr musste man sich aber wieder aus dieser verabschieden, nachdem man gegen CS Pétange ein Relegationsspiel verlor. Erst 1931 kehrte man wieder in die zweithöchste Spielklasse zurück, konnte sich jedoch erneut nur ein Jahr lang halten. Dem Abstieg folgte der Wiederaufstieg in der folgenden Saison, und nachdem 1937 das Stade Emile Metz-Tesch fertiggestellt war, konnte man in der Saison 1937/38 erstmals den Aufstieg in die Ehrendivision, die höchste Spielklasse Luxemburgs, erringen. Die erste Saison in der höchsten Spielklasse verlief äußerst unglücklich: Mit lediglich vier Siegen und einem Unentschieden aus 18 Partien stieg Avenir Beggen als Tabellenletzter mit 32:79 Toren wieder ab.
Während des Zweiten Weltkriegs unter der deutschen Besatzung spielte Beggen von 1940 bis 1944 unter dem Namen SV 1915 Beggen in einer unteren Liga, nachdem die luxemburgischen Vereine durch die Nationalsozialisten in das deutsche Gauligasystem zwangsintegriert wurden.

### 1945 bis 1968
Direkt nach dem Ende der deutschen Besatzung erfolgte die Rückbenennung in FC Avenir Beggen. 1945/46 startete der Verein in der ersten regulären Nachkriegssaison in der 1. Division. 1946 und 1950 konnte Beggen noch zweimal kleinere Ausrufezeichen durch das Erreichen des Halbfinales im Coupe de Luxembourg (luxemburgischer Pokalwettbewerb) setzen. 1948 stieg man in die dritte Liga ab, in der man bis zur Saison 1957/58 verblieb, an deren Ende der Abstieg in die 4. Liga stand. Bis 1962 sollte allerdings ein rasanter Aufstieg erfolgen: Nach dem Wiederaufstieg 1959 schafften man den direkten Durchmarsch in die 2. Liga. Und nach nur zwei Saisons in der 2. Liga war man nach 23 Jahren wieder zurück in der ersten Liga. Nur noch einmal musste man unmittelbar einen Rückschlag erleiden: 1964 war man für eine Saison nur zweitklassig, konnte sich jedoch sportlich direkt wieder für die 1. Liga qualifizieren. In den nachfolgenden Jahren konnte man sich in der höchsten Spielklasse etablieren, worauf große Erfolge folgen sollten.

### 1969 bis 1994
Nach einem siebten Platz in der Saison 1967/68, folgte im Jahr darauf die erste Meisterschaft. Punktgleich mit Jeunesse Esch wurde man auf Grund der besseren Tordifferenz (+38 zu +30) luxemburgischer Meister und zugleich qualifizierte sich Beggen erstmals für einen europäischen Wettbewerb. Gleich bei der ersten Teilnahme am Europapokal der Landesmeister traf man auf den italienischen Topklub AC Mailand, den Vorjahressieger. Zwar verlor man vor 50.000 Zuschauer in Mailand mit 5:0 und das Rückspiel lief mit einer 0:3-Niederlage nicht viel besser, doch gegen diesen Gegner waren dies höchst respektable Ergebnisse.
Nächster Höhepunkt der Vereinsgeschichte war 1974 das erstmalige Erreichen des Pokalfinales. Zwar verlor man dieses gegen Jeunesse Esch mit 1:4, in Beggen durfte sich trotzdem über die erste Teilnahme am Europapokal der Pokalsieger freuen, da Esch zugleich auch die Meisterschaft gewann. Nachdem in der ersten Runde der zypriotische Vertreter Paralymni Famagusta zurückgezogen hatte, traf man in der zweiten Runde auf FK Roter Stern Belgrad. In den beiden Partien gegen den jugoslawischen Verein schoss man zwar erstmals Tore in einem internationalen Wettbewerb, kassierte derer aber auch gleich 11 und schied erneut chancenlos aus. Wiederum nur ein Jahr später (1975/76) feierte der Verein auch noch seine Premiere um UEFA-Pokal. In der Addition verlor man hier gegen den FC Porto 0:10.
Für die nächsten sechs Jahre spielte Avenir Beggen zumeist in den untere Regionen der Liga, erst in der Saison 1981/82 konnte man wieder von sich reden machen. Im August 1981 wurde das neue Stadion Stade de Beggen eingeweiht und zugleich konnte man nach 1969 zum zweiten Mal luxemburgischer Meister werden. Dies berechtigte den Verein auch zur erneuten Teilnahme am Landesmeister-Pokal. Mit Rapid Wien traf man allerdings auf eine Mannschaft, die im Vergleich zu Beggen um Klassen besser war und gegen die man mit 0:5 und 0:8 ausschied. Neben der Vizemeisterschaft konnte man in der Saison 1982/83 erstmals den Pokal gewinnen (4:2 gegen Union Luxembourg).
Die Saison 1983/84 sollte die bis dato erfolgreichste Saison in der Geschichte des Vereins werden. Mit dem Gewinn des Doubles (Meisterschaft und Pokal) unterstrich man die Leistungen in den vorangegangenen Jahren eindrucksvoll. Zwar schied man wie in den Jahren zuvor chancenlos im internationalen Wettbewerb aus (1:9 gegen Servette Genf), doch rückte man durch den Triumph in der Liga in den Kreis der großen luxemburgischen Vereine auf.
Auch die Jahre danach sollten nicht ohne Erfolge bleiben. 1986 wurde man zum bereits vierten Mal luxemburgischer Meister und nur ein Jahr später errang man auch den dritten Pokalsieg in nur fünf Jahren.
Bis 1992 konnte man dann nur noch zwei Mal (1988 und 1989) das Finale des Pokals erreichen, verlor aber beide Male. Mit dem Pokalsieg 1992 war man für die Saison 1992/93 einmal mehr für einen europäischen Wettbewerb qualifiziert. Erstmals sollte man sich dabei gegen eine Mannschaft sportlich durchsetzen können: Gegen den färöischen Vertreter B36 Tórshavn gewann man das Hinspiel mit 1:0 und konnte im Rückspiel durch ein 1:1 die 1. Hauptrunde erreichen. Dort gelang den Luxemburgern gar ein 0:0 zu Hause gegen Spartak Moskau, erst die 1:5-Niederlage in Russland stoppte Avenir.
In der Liga lief es für Beggen ebenfalls ausgezeichnet. Nach 1984 gewann man zum zweiten Mal Meisterschaft und Pokal, ein Erfolg, der in der Saison 1993/94 sogar nochmals wiederholt werden konnte. In der Liga war man 1994 am Ende mit 4,5 Punkten (halbe Punkte auf Grund der Übernahme von halbierter Punktezahl aus Saison in die Play-off-Runde) Vorsprung Meister, im Pokalfinale schlug man wie schon in der Saison zuvor F91 Düdelingen. Damit war Avenir Beggen zum dritten Mal in Folge Pokalsieger, ein Kunststück das zuvor nur zwei Mal Red Boys Differdingen in den Anfangsjahren des Pokalwettbewerbs gelang.

### 1995 bis 2013

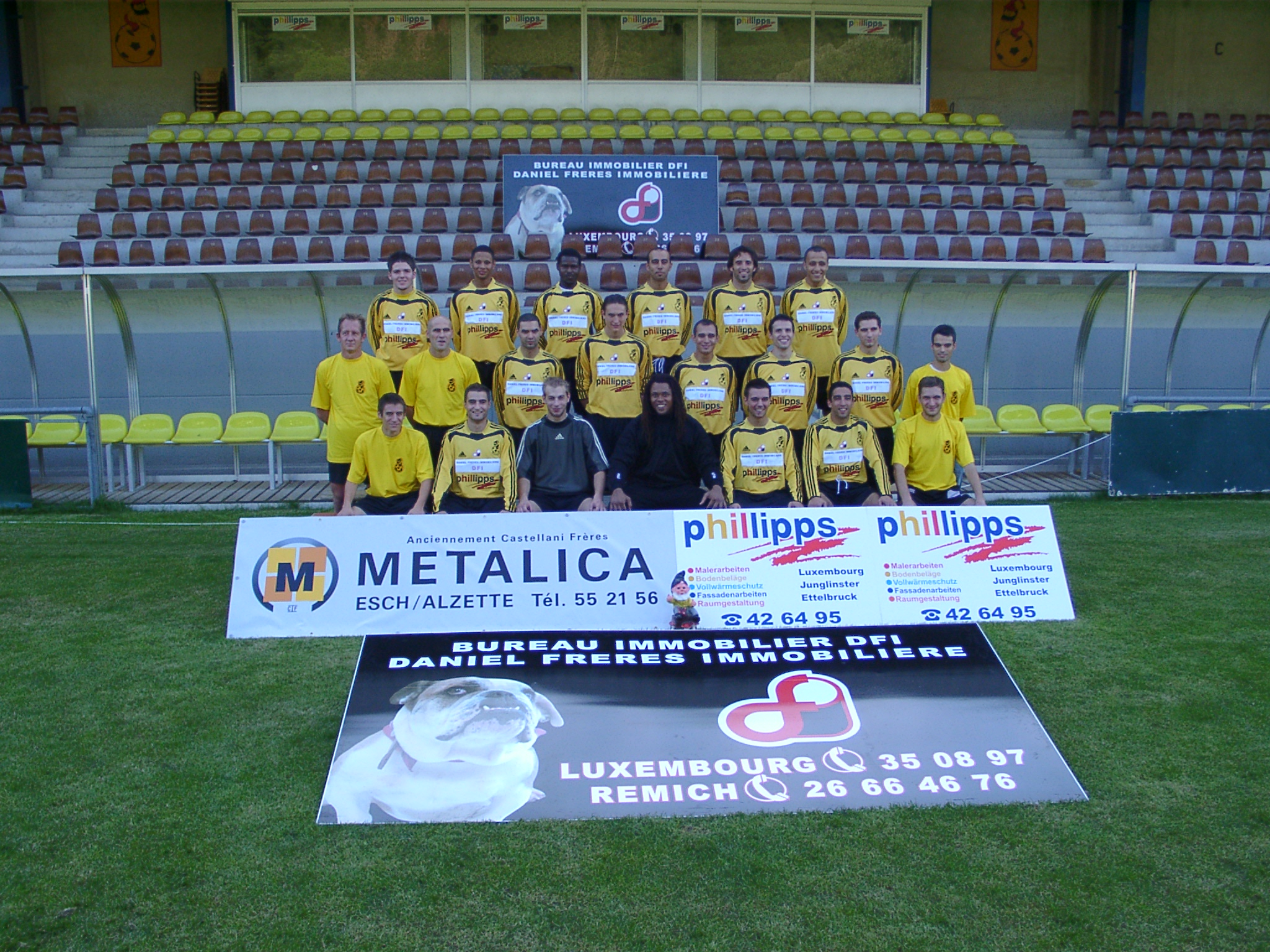
Der Kader von Avenir Beggen zu Beginn der Saison 2005/06

Mit der Saison 1994/95 begann der langsame sportliche Abstieg des Teams. Durch einen Platz in der oberen Tabellenregion gelang zum vorletzten Mal die Qualifikation für den UEFA-Pokal, wo man ein letztes Mal eine Runde überstehen konnte. Gegen den schwedischen Vertreter Örebro SK spielte man auswärts 0:0, zu Hause 1:1. Obwohl man durch die Auswärtstorregel ausgeschieden gewesen wäre, erreichte man die nächste Runde. Die Schweden hatten im Rückspiel einen Ausländer zu viel aufgestellt, wodurch das Spiel nachträglich mit 3:0 für Beggen gewertet wurde. In der nächsten Runde setzte es zwei deutliche Niederlagen gegen den RC Lens (0:6 und 0:7), bis zur Saison 2002/03 blieb dies der letzte internationale Auftritt.
Nach dem Erreichen des Pokalfinales 1998 und einer Play-off-Teilnahme 2000, befindet sich der Verein im neuen Jahrtausend nur noch im Abstiegskampf. Letzter Lichtblick war der insgesamt bereits siebte Pokalerfolg in der Saison 2001/02. Durch ein 1:0 über F91 Düdelingen qualifizierte man sich auch aktuell letztmals für den UEFA-Pokal (1:9 gegen Ipswich Town).
In der Saison 2005/06 stieg der Verein nach 41 Jahren Erstklassigkeit in die zweite Liga ab. Im entscheidenden Play-off-Spiel verlor man gegen FC Mondercange mit 2:3 nach Verlängerung, umso tragischer, als man bis zur 92. Minute noch mit 2:0 scheinbar sicher in Führung lag.
Doch hat der vor wenigen Jahren noch existenzbedrohte Verein mittlerweile seine Schulden in Höhe von 250.000 Euro beglichen und ist zum ersten Mal seit dem Rücktritt von Théo Mersch, dem langjährigen Präsidenten des Vereins, im Jahre 2001, wieder aus der Führungskrise heraus, dies unter der Leitung des neuen starken Präsidenten, Jean Hansen und seiner Mannschaft.
In der Saison 2006/07 gelang der nicht unbedingt erwartete direkte Wiederaufstieg, der bereits am drittletzten Spieltag feststand. Die Saison 2007/2008 beendete der FC Avenir auf dem 5. Tabellenplatz. In der Saison 2008/09 belegte man nach einem enttäuschenden Jahr den 14. und damit letzten Platz in der Nationaldivision und stieg wieder in die Ehrenpromotion ab. 2010/11 folgte der nächste Abstieg, womit der Verein nur noch drittklassig in der 1. Division spielte. Die beiden ersten Jahre in der 1. Division spielte Beggen im Südbezirk, dem sogenannten "2. Bezirk". Ab dem Jahr 2013 spielte Beggen im Nordbezirk der 1. Division.

### 2013 bis heute
Ab dem 13. Juli 2013 wurde der FC Avenir Beggen von dem Unternehmer Damien Raths übernommen mit dem Ziel wieder an die großen Erfolge der Vergangenheit anzuknüpfen. Sein Vorgänger Jean Hansen musste aus gesundheitlichen Gründen zurücktreten und wurde zum Ehrenpräsidenten des Vereins ernannt.
Die Saison 2013/2014 schloss der FC Avenir auf dem dritten Tabellenplatz ab. In der Saison 2014/15 schaffte man mit dem zweiten Tabellenplatz den Aufstieg in die Ehrenpromotion. Gelang am Ende der Saison 2015/16 als 11. mit einem 4:1-Erfolg im Barragespiel gegen FC Alisontia Steinsel noch der Klassenerhalt, stieg Beggen in der darauffolgenden Saison als abgeschlagener Tabellenletzter mit nur einem Sieg und drei Unentschieden aus 26 Spielen wieder in die 1. Division ab. Nur ein Jahr später folgte erneut als Tabellenletzter mit 19 Punkten der Abstieg in die viertklassige 2. Division. Am Ende der Saison 2018/19 gelang der sofortige Wiederaufstieg, die folgende beiden Spielzeit beendete man zum Zeitpunkt des Corona-Abbruchs auf dem 12. bzw. dem dritten Platz.
In der Saison 2022/2023 erreichte Beggen den zweiten Platz in der Nordstaffel der 1 Division und sicherte sich die Teilnahme am Barrage-Spiel(Relegation).
Durch einen deutlichen 5:1-Sieg gegen Jeunesse Junglinster sicherten sich die Wichtel den Wiederaufstieg in die zweitklassige Ehrenpromotion.

## Erfolge
- Luxemburgischer Meister: 1969, 1982, 1984, 1986, 1993, 1994
- Luxemburgischer Pokalsieger: 1983, 1984, 1987, 1992, 1993, 1994, 2002

## Europapokalbilanz
| Saison  | Wettbewerb                    | Runde         | Gegner                | Gesamt | Hin     | Rück           |
| ------- | ----------------------------- | ------------- | --------------------- | ------ | ------- | -------------- |
| 1969/70 | Europapokal der Landesmeister | 1. Runde      | AC Mailand            | 0:8    | 0:5 (A) | 0:3 (H)        |
| 1974/75 | Europapokal der Pokalsieger   | 1. Runde      | Enosis Neon Paralimni | 1      |         |                |
| 1974/75 | Europapokal der Pokalsieger   | Achtelfinale  | Roter Stern Belgrad   | 2:11   | 1:6 (H) | 1:5 (A)        |
| 1975/76 | UEFA-Pokal                    | 1. Runde      | FC Porto              | 0:10   | 0:7 (A) | 0:3 (H)        |
| 1982/83 | Europapokal der Landesmeister | 1. Runde      | SK Rapid Wien         | 0:13   | 0:5 (H) | 0:8 (A)        |
| 1983/84 | Europapokal der Pokalsieger   | 1. Runde      | Servette Genf         | 1:9    | 0:4 (A) | 1:5 (H)        |
| 1984/85 | Europapokal der Landesmeister | 1. Runde      | IFK Göteborg          | 0:17   | 0:8 (H) | 0:9 (A)        |
| 1985/86 | UEFA-Pokal                    | 1. Runde      | PSV Eindhoven         | 0:6    | 0:2 (H) | 0:4 (A)        |
| 1986/87 | Europapokal der Landesmeister | 1. Runde      | FK Austria Wien       | 0:6    | 0:3 (H) | 0:3 (A)        |
| 1987/88 | Europapokal der Pokalsieger   | 1. Runde      | Hamburger SV          | 0:8    | 0:5 (H) | 0:3 (A)        |
| 1988/89 | Europapokal der Pokalsieger   | 1. Runde      | KV Mechelen           | 1:8    | 0:5 (A) | 1:3 (H)        |
| 1990/91 | UEFA-Pokal                    | 1. Runde      | FK Inter Bratislava   | 2:6    | 2:1 (H) | 0:5 (A)        |
| 1992/93 | Europapokal der Pokalsieger   | Vorrunde      | B36 Tórshavn          | 2:1    | 1:0 (H) | 1:1 (A)        |
| 1992/93 | Europapokal der Pokalsieger   | 1. Runde      | Spartak Moskau        | 1:5    | 0:0 (A) | 1:5 (H)        |
| 1993/94 | UEFA Champions League         | Vorrunde      | Rosenborg Trondheim   | 0:3    | 0:2 (H) | 0:1 (A)        |
| 1994/95 | UEFA Champions League         | Qualifikation | Galatasaray Istanbul  | 1:9    | 1:5 (H) | 0:4 (A)        |
| 1995/96 | UEFA-Pokal                    | Qualifikation | Örebro SK             | 3:0    | 0:0 (A) | (2)3:0 (H)( 2) |
| 1995/96 | UEFA-Pokal                    | 1. Runde      | RC Lens               | 0:13   | 0:6 (A) | 0:7 (H)        |
| 2002/03 | UEFA-Pokal                    | Qualifikation | Ipswich Town          | 1:9    | 0:1 (H) | 1:8 (A)        |

Gesamtbilanz: 36 Spiele, 3 Siege, 3 Unentschieden, 30 Niederlagen, 14:142 Tore (Tordifferenz −128)

## Benennung
Sowohl Fans als auch Spieler und Verantwortliche werden „Wichtelcher“ (Kleine Wichtel oder Wichtelmänner) genannt. Dies rührt von der Sage der Wichtelmänner her, die auf den Anhöhen um Beggen wohnen und den Einwohnern das Leben erleichtern (ähnlich den Heinzelmännchen).